# 15578 Bagnall
A 15578 Bagnall (ideiglenes jelöléssel (15578) 2000 GW69) a Naprendszer kisbolygóövében található aszteroida. A LINEAR projekt keretében fedezték fel 2000. április 5-én.